# 사랑하기 좋은 날 이금희입니다
《사랑하기 좋은 날 이금희입니다》는 2007년 4월 16일부터 대한민국의 방송국인 한국방송공사의 라디오 채널 KBS 쿨FM(수도권 FM 89.1MHz)에서 매일 저녁 6시부터 저녁 8시까지, 재방송은 새벽 3시부터 새벽 4시 53분까지 방송되는 대중음악 전문 라디오 프로그램이다. 대부분의 가요와 일부의 팝송을 함께 선곡되고 있다. 월요일부터 금요일, 일요일은 생방송으로 진행되며 토요일은 녹음방송이다. 가끔 DJ 이금희의 개인 사정에 따라 토요일 생방송, 일요일 녹음방송이 나가기도 한다. KBS 쿨FM의 특성상 수도권 방송이었으나, 2021년 7월 5일부터 2025년 1월 17일까지 수도권 외 지역에는 일부 지역총국 KBS 해피FM을 통해 릴레이를 했지만, 2025년 1월 20일부터 전국으로 송출되었다. 지상파 DMB 채널인 U-KBS MUSIC에서도 전국으로 릴레이된다. 2017년 4월 16일에 방송 10주년을 맞이했고, 2019년 4월 16일에 방송 12주년을 맞이했고, 2022년 4월 16일에 방송 15주년을 맞이했으나, 2027년 4월 16일에 방송 20주년을 맞이한다.

## 역사
1997년 《이금희의 스튜디오 891》로 저녁 6시대 방송을 시작했다. 이후, 1998년 《이금희의 가요산책》으로 프로그램이 개편되어 오후 4시부터 저녁 6시까지 방송되었다. 그러다가 2007년 봄 개편부터는 "사랑하기 좋은 날 이금희입니다"로 프로그램명과 시간대를 바꿔 다시 저녁 6시부터 저녁 8시까지 방송되어 오늘에 이르고 있다. 2021년 7월 5일부터 2025년 1월 17일까지 수도권 외 지역에는 일부 지역총국 KBS 해피FM을 통해 릴레이를 했지만, 2025년 1월 20일부터 전국으로 송출되었다.

## 코너

### 매일 코너
- 연애일기-만약에 우리[1]
- 우리들의 보통날[2]
- 딩동! 금희택배 왔어요[3]

### 요일별 코너
- 월요일 : 저녁 먹고 갈래요?[4]
- 화요일 : 우리가 마주앉은 저녁[5]
- 수요일 : 금희의 맛[6]
- 목요일 : 소.확.행[7]
- 금요일 : 정말로 나올지 몰라[8]
- 토요일 : 소품집B[9]

## 역대 방송시간
| 방송 채널 | 방송 기간                        | 방송 시간                                                               |
| --------- | -------------------------------- | ----------------------------------------------------------------------- |
| KBS 쿨FM  | 2007년 4월 16일 ~ 2025년 2월 9일 | 매일 저녁 6:00 ~ 저녁 8:00                                              |
| KBS 쿨FM  | 2025년 2월 10일 ~ 현재           | 매일 저녁 6:00 ~ 저녁 8:00 (본방송) 매일 새벽 3:00 ~ 새벽 4:53 (재방송) |

## 특징
- 동시간대 프로그램에 비해 코너가 적으며 사연과 신청곡 위주로 방송된다.
- 이 프로그램에서는 방송 다시듣기가 제공된다.